# MBC 2
 (février 2025).
MBC 2 est une chaîne de télévision Émirats arabes unis panarabe appartenant au groupe saoudien MBC.
MBC 2 est une chaîne cinéma lancée le 12 janvier 2003. Elle diffuse de gros blockbuster hollywoodien Hollywood. Les films sont diffusés en VO, sous titrés en arabe. Elle est devenue la première chaîne de cinéma au monde arabe. La chaîne diffuse les films 24h/24 et 7j/7.

## Animateurs
- Raya Abirached (correspondant à Hollywood) ;
- Ramzy Malouki (correspondant à Hollywood) ;